# Gynoplistia octofasciata
Gynoplistia octofasciata är en tvåvingeart som beskrevs av Enrico Adelelmo Brunetti 1911. Gynoplistia octofasciata ingår i släktet Gynoplistia och familjen småharkrankar. Inga underarter finns listade i Catalogue of Life.